# NGC 30
 إن جي سي 30 أو NGC 30 هي مجرة في كوكبة الفرس الأعظم اكتشفت في 30 أكتوبر 1864.